# Alphard
Alphard (alpha Hydrae, α Hya / α Hydrae, HD 81797) is een oranje reuzenster met spectraalklasse K3III. Het is de helderste ster (schijnbare magnitude 1,98) van het sterrenbeeld Waterslang (Hydra). De afstand van de ster is 180,03 lichtjaar.
De ster staat ook bekend als Alfard, Alphart, Kalbelalphard en Cor Hydrae en is afgeleid van het Arabisch الفرد (Al Fard), "de eenzame".

## Spectrum
Nauwkeurige metingen van de radiële snelheid hebben variaties aangetoond in de radiële snelheid van de ster en de vorm van de spectraallijnen. Deze variaties zijn multiperiodisch met periodes die variëren tussen enkele uren tot meerdere dagen. Men neemt aan dat de oscillaties van kortere duur afkomstig zijn van pulsaties van de ster, vergelijkbaar met de helioseismologie van onze Zon. Men heeft ook een verband gevonden tussen de variaties in de asymmetrie van het profiel van de spectraallijnen en de radiële snelheid van de ster. Deze multiperiodische trillingen maken van alpha Hydrae een interessant object voor de studie van asteroseismologie.
In het blauwviolette deel van het spectrum van Alphard komen abnormaal sterke absorptielijnen voor die relatief hoge concentraties van het metaal barium aantonen. Dit zware element kan onmogelijk in de nucleaire processen van de ster zelf gevormd zijn. Barium ontstaat in de heliumschil van een reuzenster met een koolstofkern. Bariumsterren zoals Alphard hebben vaak een witte dwerg als begeleider: het eindstadium van de reuzenster waarin eerder het barium gevormd is.

## Locatie
Vanuit de Benelux gezien bevindt Alpha Hydrae zich anderhalve graad ten zuiden van de gordel van de geostationaire satellieten.